# Campeonato Potiguar 2015
In 2015 werd het 96ste Campeonato Potiguar gespeeld voor voetbalclubs uit de Braziliaanse staat Rio Grande do Norte. De competitie werd georganiseerd door de Federação Norte-rio-grandense de Futebol en werd gespeeld van 1 februari tot 2 mei. América de Natal werd de kampioen.

## Eerste toernooi
| Plaats | Club                | Wed. | W | G | V | Saldo | Ptn. |
| ------ | ------------------- | ---- | - | - | - | ----- | ---- |
| 1.     | América de Natal    | 9    | 7 | 2 | 0 | 22:2  | 23   |
| 2.     | ABC                 | 9    | 5 | 4 | 0 | 17:6  | 19   |
| 3.     | Alecrim             | 9    | 6 | 0 | 3 | 12:11 | 18   |
| 4.     | Globo               | 9    | 5 | 1 | 3 | 20:11 | 16   |
| 5.     | Potiguar de Mossoró | 9    | 5 | 1 | 3 | 16:11 | 16   |
| 6.     | Baraúnas            | 9    | 4 | 1 | 4 | 9:8   | 13   |
| 7.     | Santa Cruz          | 9    | 3 | 1 | 5 | 12:19 | 10   |
| 8.     | Palmeira            | 9    | 2 | 1 | 6 | 9:21  | 7    |
| 9.     | Força e Luz         | 9    | 1 | 0 | 8 | 6:21  | 3    |
| 10.    | Corintian           | 9    | 0 | 3 | 6 | 7:20  | 3    |

|  | Geplaatst finale, Copa do Brasil 2016 en Copa do Nordeste 2016 |
|  | Degradatie play-off, uitgeschakeld voor tweede fase            |

### Degradatie play-off
|               |              |       |                     |                                        |
| 25 maart Heen | Força e Luz  | 1 – 0 | Corintians de Caicó | Barretão, Ceará-Mirim Toeschouwers: 64 |
| 25 maart Heen | Waguinho 84' |       |                     | Barretão, Ceará-Mirim Toeschouwers: 64 |

| Força e Luz | Corintians |

|                |                     |       |             |                                  |
| 29 maart Terug | Corintians de Caicó | 2 – 0 | Força e Luz | Marizão, Caicó Toeschouwers: 382 |
| 29 maart Terug |                     |       |             | Marizão, Caicó Toeschouwers: 382 |

| Corintians-RN | Força e Luz |

## Tweede toernooi
| Plaats | Club                | Wed. | W | G | V | Saldo | Ptn. |
| ------ | ------------------- | ---- | - | - | - | ----- | ---- |
| 1.     | ABC                 | 7    | 7 | 0 | 0 | 17:1  | 21   |
| 2.     | América de Natal    | 7    | 4 | 2 | 1 | 15:9  | 14   |
| 3 .    | Globo               | 7    | 3 | 3 | 1 | 12:6  | 12   |
| 4.     | Santa Cruz          | 7    | 3 | 1 | 3 | 8:12  | 10   |
| 5.     | Alecrim             | 7    | 2 | 1 | 4 | 9:12  | 7    |
| 6.     | Palmeira            | 7    | 2 | 1 | 4 | 7:16  | 7    |
| 7.     | Baraúnas            | 7    | 2 | 0 | 5 | 9:12  | 6    |
| 8.     | Potiguar de Mossoró | 7    | 1 | 0 | 6 | 8:17  | 3    |

|  | Geplaatst finale, Copa do Brasil 2016 en Copa do Nordeste 2016 |
|  | Degradatie play-off, uitgeschakeld voor tweede fase            |

## Finale
|               |                  |       |               |                                            |
| 29 april Heen | América de Natal | 1 – 1 | ABC           | Arena das Dunas, Natal Toeschouwers: 9.495 |
| 29 april Heen | Max 26'          |       | 84' Reginaldo | Arena das Dunas, Natal Toeschouwers: 9.495 |

| América | ABC |

|             |     |                       |                  |                                         |
| 2 mei terug | ABC | 0 – 1                 | América de Natal | Frasquierão, Natal Toeschouwers: 12.883 |
| 2 mei terug |     | 20' Flávio Boaventura |                  | Frasquierão, Natal Toeschouwers: 12.883 |

| ABC | América |

## Kampioen
| Campeonato Potiguar de 2015           |
| Rio Grande do Norte                   |
| ------------------------------------- |
| AMÉRICA DE NATAL Kampioen (35° titel) |